# Іванов Сергій Григорович
Сергій Григорович Іванов (рос. Сергей Григорьевич Иванов, 10 жовтня 1952, Моніно) — латвійський письменник-фантаст, який пише російською мовою. Найбільш відомий циклом фентезійних творів «Огранда».

## Біографія
Сергій Іванов народився у місті Моніно. Незабаром майбутній письменник з родиною перебрався до міста Миколаєва, де провів дитинство. Після закінчення середньої школи він вступив до Московського інженерно-фізичного інституту, після закінчення якого розпочав працювати інженером-електроніком у НДІ мікроприладів у Ризі. За час роботи в інституті Сергій Іванов отримав 17 патентів на винаходи.
Літературною діяльністю Сергій Іванов розпочав займатися з початку 80-х років ХХ століття. У 1984 його перша науково-фантастична повість «Ніч і ранок» опублікована в ризькому журналі «Наука и техника». З 1983 року Сергій Іванов брав участь у всесоюзних семінарах молодих письменників-фантастів, які відбувалися в Малєєвці та Дубултах. Також з початку 80-х років ХХ століття він бере активну участь у роботі Ризького семінару письменників-фантастів, яким керував Володимир Михайлов. У 1991 році в київському видавництві «Радянський письменник» вийшла друком перша самостійна книга автора — повість «Двійник». У 1991 році вийшла друком також повість «Поки стоїть ліс», яка стала першим твором з циклу про Огранду — місце, яке розміщене у паралельному світі, де діють закони магії. та який поступово проникає до невеликого російського містечка, яке поступово занурюється в цей паралельний світ та відгороджується від свого реального світу. У подальшому до складу цього циклу увійшли 8 романів, об'єднаних у три підцикли: «Занурення в Огранду», «Світо-творці» та «Кентавр на роздоріжжі». У 1993 році Сергій Іванов розпочав цикл творів «Крила Гримлячі», до якого входять 7 творів, у якому розповідається про інженера з Москви кінця ХХ століття, який потрапив у чарівний світ під виглядом богатиря Світлана, останній твір циклу вийшов у 2007 році.

### Цикл «Огранда»
- 1991 — Пока стоит лес
- Погружение в Огранду:
  - 1996 — Железный зверь
  - 1995 — Ветра империи
  - 2001 — Тесен мир
- Миро-творцы:
  - 1997 — Мёртвый разлив
  - 1998 — Сезон охоты на ведьм
  - 1999 — Миро-творцы
- Кентавр на распутье:
  - 2001 — Кентавр на распутье
  - 2003 — Союз одиночек

### Цикл «Крила Гримлячі»
- 1993 — Крылья Гремящие
- 2002 — Пропащие души
- 2003 — Оборотная сторона Бога
- 2003 — Сила отчуждения
- 2004 — Иное королевство
- 2004 — Обходной путь героя
- 2007 — Похитители теней

### Інші твори
- 1984 — Ночь и утро
- 1985 — Дорога в один конец
- 1985 — Вторжение
- 1988 — По ту сторону Моста
- 1989 — Вначале
- 1990 — Всемогущий
- 1991 — Двойник
- 1991 — Двое
- 1991 — Сияющая Друза